# Wilhelm Lenz (Physiker)
Wilhelm Lenz (* 8. Februar 1888 in Frankfurt am Main; † 30. April 1957 in Hamburg) war ein deutscher Physiker und lehrte an der Universität Hamburg.

## Leben
Wilhelm Lenz studierte nach dem Besuch der Oberrealschule Physik und Mathematik an den Universitäten Göttingen (1906–08) und München (1908–11). Er wurde 1911 bei Arnold Sommerfeld in München promoviert (Über das elektromagnetische Wechselfeld der Spulen und deren Wechselstrom-Widerstand, Selbstinduktion und Kapazität) und war anschließend bis 1920 sein Assistent. Im Ersten Weltkrieg diente er als Funker an der Front in Nordfrankreich. Dem Ruf als ao. Professor für Theoretische Physik an der Universität Rostock 1920 folgte ein Jahr später das Ordinariat der neuen Universität Hamburg bis 1956. Zusammen mit Otto Stern baute Lenz in Hamburg ein Zentrum der Atomphysik im engen wissenschaftlichen Kontakt mit München (Sommerfeld), Göttingen (Max Born und James Franck) und Kopenhagen (Niels Bohr) auf. Seine Assistenten waren 1922 Wolfgang Pauli, später Walter Gordon (1927), Pascual Jordan (1927) und Albrecht Unsöld (1930). Sein Nachfolger wurde Harry Lehmann (1956).
Lenz unterzeichnete im November 1933 das Bekenntnis der Professoren an den deutschen Universitäten und Hochschulen zu Adolf Hitler.
Während seines Studiums wurde er Mitglied der Landsmannschaft Cimbria Göttingen.
Zu seinen Doktoranden gehören Johannes Hans Daniel Jensen, Ernst Ising, Hans-Jürgen Borchers und Lucie Mensing.

## Leistungen
1920 führte er zur Erklärung paramagnetischer Eigenschaften fester Körper Umklapp-Prozesse ein. Betrachtungen über die Druckverbreiterung der Spektrallinien beschäftigten ihn im Zusammenhang der Quantenmechanik. Er forschte zum Gleichgewicht zwischen Strahlung und Materie in Einsteins „statischem“, geschlossenem, materiegefüllten kosmologischen Modell (1926), zu Fragen der Gasentartung (1929, 1938), zur Theorie der Ionengitter (1932) und über von Schiffen erzeugte Wasserwellen (1947). Ihm gelang die Lösung des Problems des Wasserstoffatoms in gekreuzten Feldern durch Einführung des Runge-Lenz-Vektors.
Er ist durch eine Veröffentlichung von 1920 auch Ideengeber des Ising-Modells für Ferromagnetismus, das sein Doktorand Ernst Ising 1924 aufstellte.